# Lưu Hỉ (Thành Dương vương)
Lưu Hỉ (chữ Hán: 劉喜, ? - 144 TCN), tức Thành Dương Cung vương (城陽共王), là vương chư hầu thứ hai của nước Thành Dương và thứ hai của nước Hoài Nam, chư hầu nhà Hán trong lịch sử Trung Quốc.
Lưu Hỉ là con trai trưởng của Thành Dương Cảnh vương Lưu Chương, cháu chắt của Hán Cao Tổ, vua đầu tiên của nhà Hán. Phụ thân ông vốn là con thứ hai của Tề vương Lưu Phì, trưởng tử của Cao Tổ, được phong vương ở Thành Dương năm 178 TCN.
Sang năm sau, 177 TCN, Lưu Chương qua đời, thụy là Cảnh vương. Lưu Hỉ là con thứ 2 lên nối tước vương ở Thành Dương.
Làm Thành Dương vương 8 năm, sang năm 169 TCN, Hán Văn Đế dời Lưu Hỉ sang làm Hoài Nam vương để phụng tự cho em trai mình là Lưu Trường. Được 4 năm, Văn Đế cải lập con Lưu Trường là Lưu An làm Hoài Nam vương, Lưu Hỉ trở về làm vương ở Thành Dương.
Năm 144 TCN, Thành Dương vương Lưu Hỉ qua đời. Ông làm Thành Dương vương hai lần, tổng cộng 29 năm, làm Hoài Nam vương 4 năm (169 - 165 TCN), được ban thụy là Cung vương. Con ông là Lưu Diên nối tước, tức Thành Dương Khoảnh vương.